# John Lanchester
John Henry Lanchester (25 de febrer de 1962) és un periodista i novel·lista britànic. Va néixer a Hamburg, es va criar a Hong Kong i es va educar a Anglaterra, a l'Escola de Gresham, Holt entre 1972 i 1980 i de Sant Joan College, Oxford. Està casat amb Miranda Carter, amb qui té dos fills i viu a Londres.

## Publicacions
Ficció
- The Debt to Pleasure, 1996. ISBN 978-0-312-42036-9.
- Mr Phillips, 2000. ISBN 978-0-399-14604-6.
- Fragrant Harbour, 2002. ISBN 978-0-7710-4598-1.
- Capital, 2012. ISBN 978-0-393-08207-4.

No-ficció
- Family Romance, 2007. ISBN 978-0-7710-4609-4.
- Whoops! Why Everyone Owes Everyone and No One Can Pay, 2010. ISBN 1-84614-285-7.
- What We Talk About When We Talk about the Tube: The District Line, 2013. ISBN 978-1846145292.